# 間坂

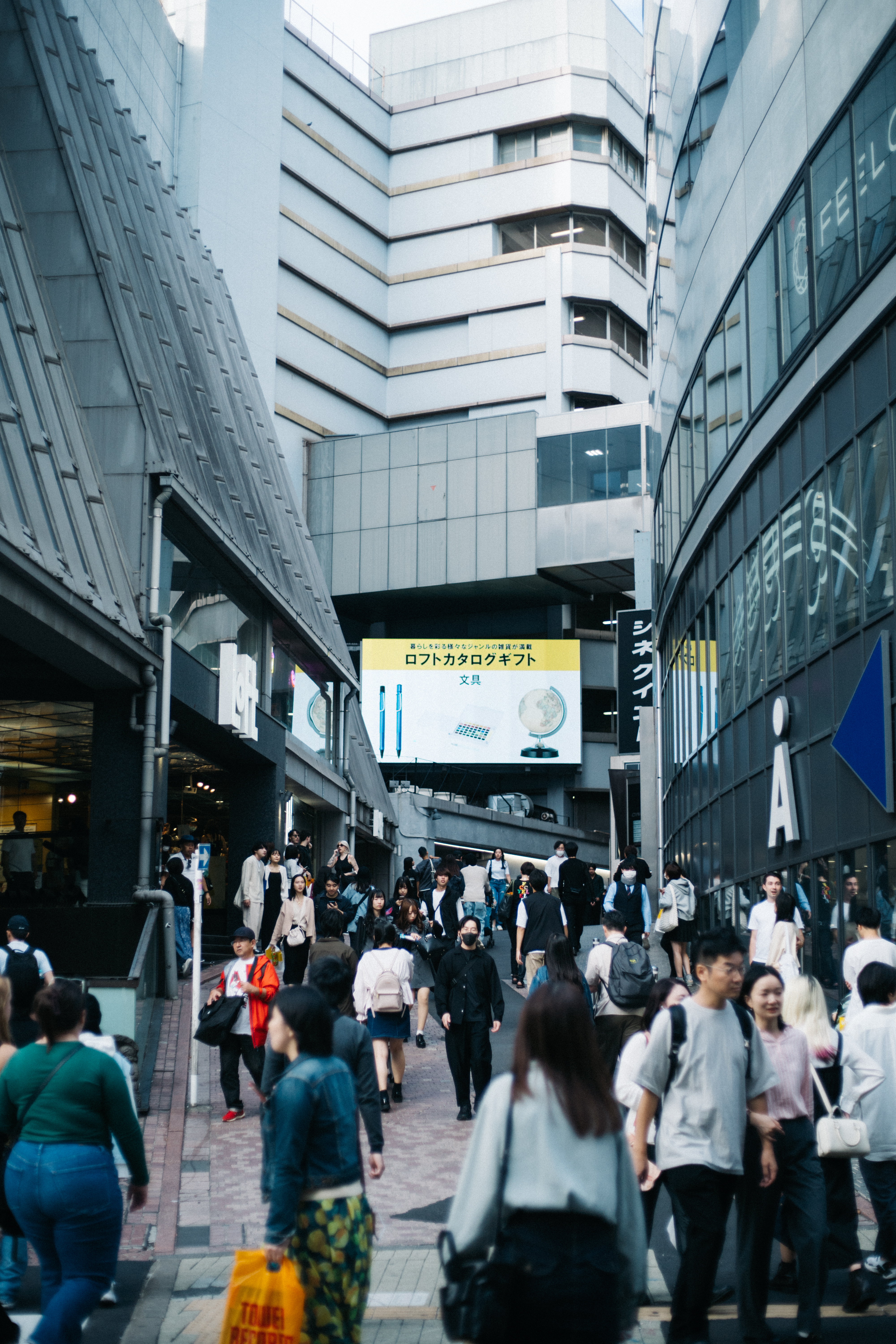
井の頭通りから見た間坂

間坂（まさか）は、東京・渋谷の井の頭通りから公園通りまで、商業施設・ロフトに沿って続く上り坂である。
名称は1989年（平成元年）、ロフトが一般公募を行って坂の名称を募集、「渋谷駅と公園通りとの間」「ビルとビルの間」「まさか!という語呂のよさ」「間という漢字が与える人と人との関わり」というような理由から採用された。